# خاطرخواه
خاطِرخواه یک فیلم‌فارسی به کارگردانی و نویسندگی امیر شروان محصول سال ۱۳۵۱ است.

## داستان
داستان این فیلم که بر اساس رمان خاطرخواه نوشته رسول ارونقی کرمانی تهیه شده است، داستان عشق جوان دلداده‌ای به نام سیروس است. او تنها فرزند خانواده اسم و رسم داری است که عاشق یک زن روسپی شده و با وی ازدواج می‌کند.

## بازیگران
| بازیگر         | نقش        |
| -------------- | ---------- |
| ناصر ملک‌مطیعی  | سیروس      |
| فروزان         | بهجت       |
| بهمن مفید      | ابراهیم    |
| ثریا بهشتی     | مهین       |
| مهری ودادیان   | مادر سیروس |
| احمد معینی     | احمد       |
| حسین امیر فضلی | پدر سیروس  |